# アンドレイ・カシェチキン
アンドレイ・グリゴーリエヴィッチ・カシェチキン（ロシア語: Андрей Григорьевич Кашечкин, ラテン文字転写: Andrey Grigorievich Kashechkin、1980年3月21日 - ）は、カザフスタンの自転車競技選手。

## 経歴
カザフスタンのクズロルダ出身。
2001年、ドモ・ファルムと契約を結んでプロ転向。
2003年、クイックステップ・ダヴィタモンに移籍。
2004年、クレディ・アグリコルに移籍
- グランプリ・ド・フルミー 優勝

2005年、ツール・ド・フランスに初出場。新人賞部門で2位に入る（総合19位）。
2006年、同胞のアレクサンドル・ヴィノクロフがリーダーを務める、アスタナに移籍。
- パリ〜ニース 区間1勝（第6）
- 国内選手権・個人ロードレースを制覇。
- ブエルタ・ア・エスパーニャではヴィノクロフをアシストしながらも、第18ステージを制し、また総合3位と健闘。

2007年
- ツール・ド・ロマンディ 総合3位
- ドーフィネ・リベレ 総合3位に入り、
- その後ツール・ド・フランスへと挑んだが、エースのヴィノクロフのドーピング発覚騒動が発端となり、選手全員をツールから撤退させるという意向により、第15ステージ終了後に棄権。
- そしてヴィノクロフのドーピング騒動はカシェチキンにも及ぶことになった。同年8月1日、トルコのベレクで行なわれた抜き打ち検査で、血液ドーピングの陽性反応が出る[1]。そして同月31日、Bサンプル検査においても陽性反応が出た[2]ことから、チームを解雇された。

2009年、出場停止期間の明けたカシェチキンはレース復帰を目指したが所属チームを見つけることは出来なかった。
2010年7月、ランプレ＝ファルネーゼ・ヴィーニ（現 ランプレ・ISD）と契約。
- 4年ぶりに出場したブエルタ・ア・エスパーニャでは、総合18位に入った。

2011年8月、シーズン途中で古巣のアスタナに復帰。

## その他
非常に長いステムを使用することでも知られ、オーダーメイドのステムは200mmと言われる。